# Trzeciorzędowa nadczynność przytarczyc
Trzeciorzędowa nadczynność przytarczyc (łac. hyperparathyreoidismus tertiarius) – choroba będąca konsekwencją wtórnej nadczynności przytarczyc. Spowodowana jest nadmiernym wydzielaniem parathormonu przez przytarczyce pomimo prawidłowego bądź podwyższonego stężenia wapnia we krwi.

## Etiologia
Do zaburzeń gospodarki wapniowo-fosforanowej dochodzi najczęściej w trzeciej i czwartej fazie przewlekłej choroby nerek. Niewydolne nerki syntetyzują mniej kalcytriolu i wydalają wraz z moczem mniej fosforanów, prowadząc do hiperfosfatemii. Fosforany z kolei łączą się z wapniem, powodując wytrącenie wodorofosforanu wapnia i spadek kalcemii. Oprócz tego niedobór witaminy D ogranicza wchłanianie wapnia z jelita i zmniejsza resorpcję wapnia w cewkach bliższych i dalszych nefronu, co prowadzi do obniżenia poziomu wapnia w osoczu. Zarówno hipokalcemia jak i hiperfosfatemia pobudzają komórki przytarczyc do produkcji parathormonu i ich proliferacji. Długotrwałe obniżenie poziomu wapnia powoduje więc hipersekrecję parathormonu i wtórną nadczynność przytarczyc. W wyniku nieskutecznego leczenia przerośnięte gruczoły przytarczyc ulegają autonomizacji i przestają podlegać zwrotnemu hamowaniu. Stan taki prowadzi do produkcji nadmiaru parathormonu pomimo prawidłowego bądź podwyższonego poziomu wapnia i nazywany jest trzeciorzędową nadczynnością przytarczyc.

## Obraz kliniczny
Dominują objawy przewlekłej choroby nerek i hiperkalcemii. Często obecne są bóle kostno-stawowe, będące wyrazem osteodystrofii nerkowej. Oprócz tego może wystąpić:
- świąd skóry
- osłabienie siły mięśni
- zapalenia okołostawowe
- zwapnienia pozaszkieletowe zbudowane z fosforanów wapnia
- niedokrwistość oporna na leczenie erytropoetyną
- angiopatie
- dyspepsja
- kolka wątrobowa
- złamania kości
- samoistne pęknięcia ścięgien mięśni
- zaburzenia neurologiczne
- zaćma

Nieleczona trzeciorzędowa nadczynność przytarczyc prowadzi do zwiększonego ryzyka infekcji, rozwoju powikłań układu sercowo-naczyniowych i w konsekwencji do śmierci.
W badaniach laboratoryjnych stwierdza się:
- hiperfosfatemię
- hiperkalcemię
- stężenie parathormonu dziesięciokrotnie przewyższające granicę normy
- wzrost wskaźników przemian kostnych

Badania obrazowe mogą wykazać powiększenie niektórych bądź wszystkich przytarczyc chorego, a ponadto zmiany kostne charakterystyczne dla wtórnej nadczynności przytarczyc.

## Leczenie
Leczenie obejmuje hamowanie postępu przewlekłej choroby nerek (leczenie chorób współistniejących, zapobieganie chorobom układu krążenia, zapobieganie powikłaniom niewydolności nerek i leczenie nerkozastępcze), wyrównanie hiperkalcemii i hiperfosfatemii, dietę o niskiej zawartości fosforanów (ograniczenie m.in. serów żółtych, orzechów, produktów wysokoprzetworzonych) i suplementację witaminy D. W przypadku niepowodzenia leczenia zachowawczego wykonuje się totalną lub subtotalną paratyreoidektomię (najczęściej wycięcie trzech i pół gruczołów przytarczycznych). Wskazaniami do leczenia operacyjnego są:
- zwapnienia w tkankach innych niż kości
- stężenie parathormonu wyższe od 1000 pg/ml nieustępujące pod wpływem leczenia
- stężenie wapnia powyżej 3 mmol/l (12 mg/dl)
- bóle kostne
- uporczywy świąd skóry

Częstym powikłaniem zabiegu usunięcia przytarczyc jest choroba adynamiczna kości.
W terapii zaburzeń gospodarki wapniowo-fosforanowej stosuje się kalcymimetyki, np. cynakalcet. Leki te wpływając na obniżenie stężenia parathormonu, skutecznie redukują hiperkalcemię. Zmniejszają również ryzyko nasilenia hiperkalcemii, która może być rezultatem stosowania witaminy D.